# Aston Martin DBS Superleggera
El Aston Martin DBS Superleggera es un automóvil superdeportivo Gran Turismo de dos puertas de cisne, con motor central-delantero montado longitudinalmente y de tracción trasera, producido por el fabricante inglés Aston Martin desde 2018.
Es el reemplazo generacional del anterior Aston Martin Vanquish S. Fue presentado a mediados de 2018 y llegó a los concesionarios de la compañía durante el tercer trimestre de ese mismo año. Actualmente, representa el modelo más potente y de mejores prestaciones del fabricante británico, como el buque insignia de su actual gama de modelos.

## Diseño

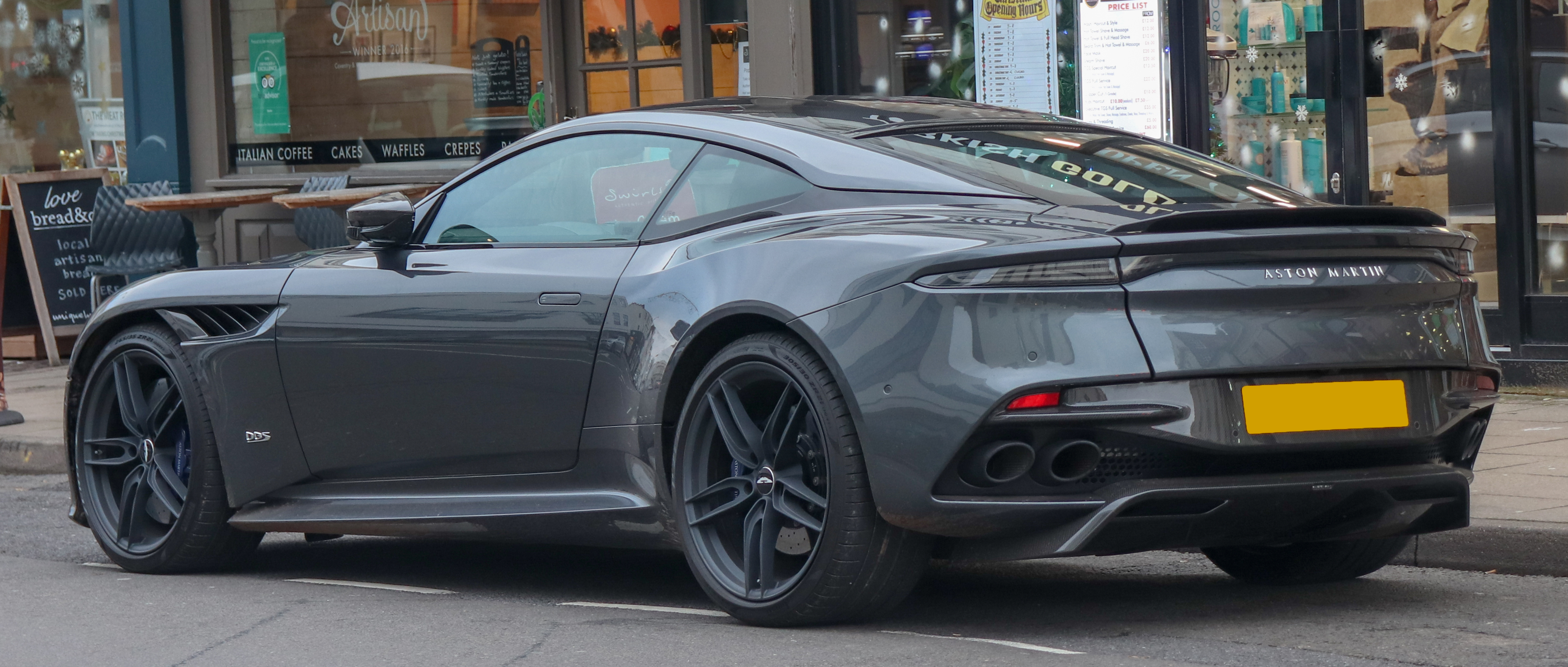
Vista trasera 3/4.

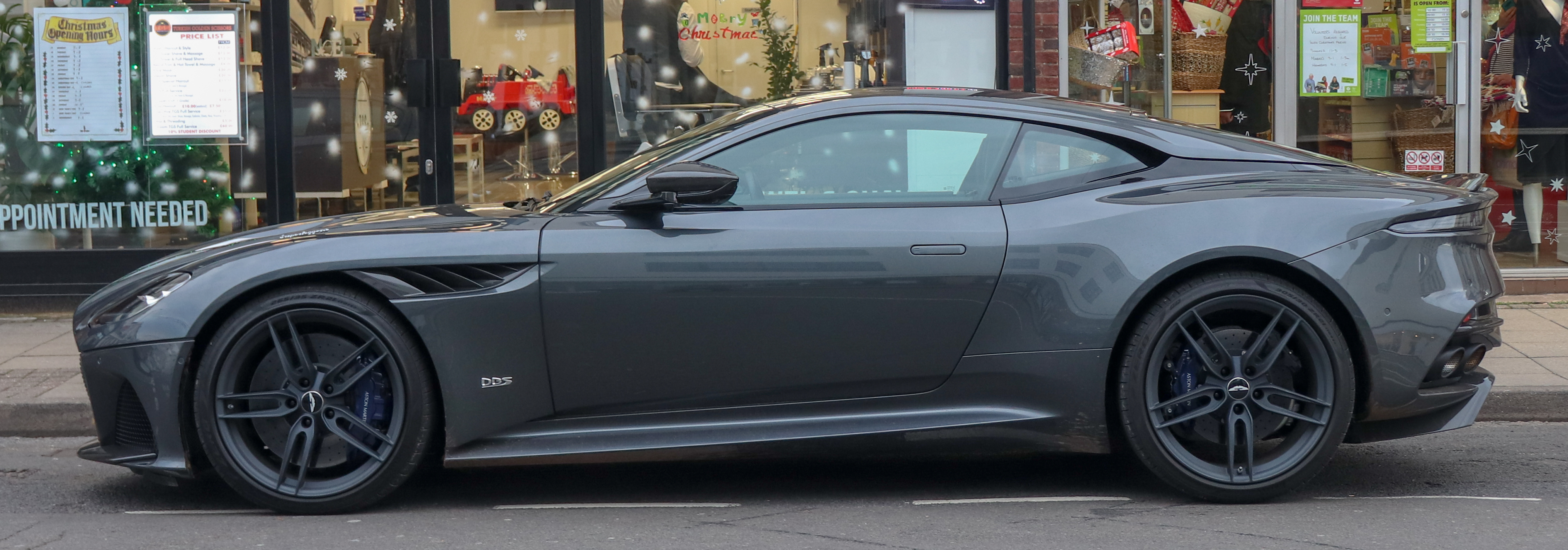
Vista lateral.

Para su desarrollo, se ha recurrido al reconocido carrocero milanés Carrozzeria Touring Superleggera, con quien ya ha colaborado en anteriores creaciones.
Compartiendo protagonismo con los DB11 y Vantage, de ellos adopta el actual estilo de diseño de la compañía. Presenta fuertes y marcadas líneas en un elegante cupé deportivo de motor delantero con un kit de carrocería de fibra de carbono con herencia del DB11 y de la Fórmula 1, capaz de generar hasta 180 kg (397 libras) de carga aerodinámica a máxima velocidad, para mantenerlo bien pegado al asfalto cuando el velocímetro busque llegar al límite. En su desarrollo, también se ha tomado muy en cuenta el trabajo realizado antes con los Vantage GTE y Vulcan.
El nombre "Superleggera" en italiano significa "súper ligero". Su chasis utiliza la misma base de aluminio del DB11, pero una buena cantidad de piezas de la carrocería están fabricadas en fibra de carbono para conseguir una reducción de peso de 72 kg (159 libras), por lo que en la báscula se queda exactamente en 1693 kg (3732 libras).
En el frontal tiene una enorme parrilla que ocupa la mayor parte de las defensas, acompañado por dos aberturas adicionales a cada extremo para una mejor refrigeración y ventilación de los frenos delanteros y la bahía del motor. Más arriba hay una par de faros de led con las luces de circulación diurna en forma de "C" integradas. El largo cofre incluye dos respiraderos para extraer calor del vano motor y varias líneas de expresión que lo enfatizan.
Lateralmente tiene una silueta alargada al estilo de un gran turismo de dos puertas. El capó está complementado por dos aletas de nuevo con entradas de aire, un techo en contraste con el resto de la carrocería, unos espejos que nacen desde el pilar A, una marcada cintura y unas aletas muy anchas que dan cabida a un juego de rines forjadas de 21 pulgadas (53,3 cm) en diseño de cinco radios cubiertos con neumáticos Pirelli P Zero en medidas 265/35 delante y 305/30 detrás.
La zaga tiene un grupo óptico muy alargado completamente de led, una luneta posterior muy inclinada, un pequeño spoiler de carbono y un parachoques que integra dos parejas dobles de salidas de escape y un difusor funcional en la parte inferior. Sus medidas permiten disfrutar de un cupé de 4712 mm (185,5 pulgadas) de longitud, 2146 mm (84,5 pulgadas) de anchura y 1280 mm (50,4 pulgadas) de altura, todo ello sobre una plataforma con 2805 mm (110,4 pulgadas) de distancia entre ejes.

## Habitáculo interior

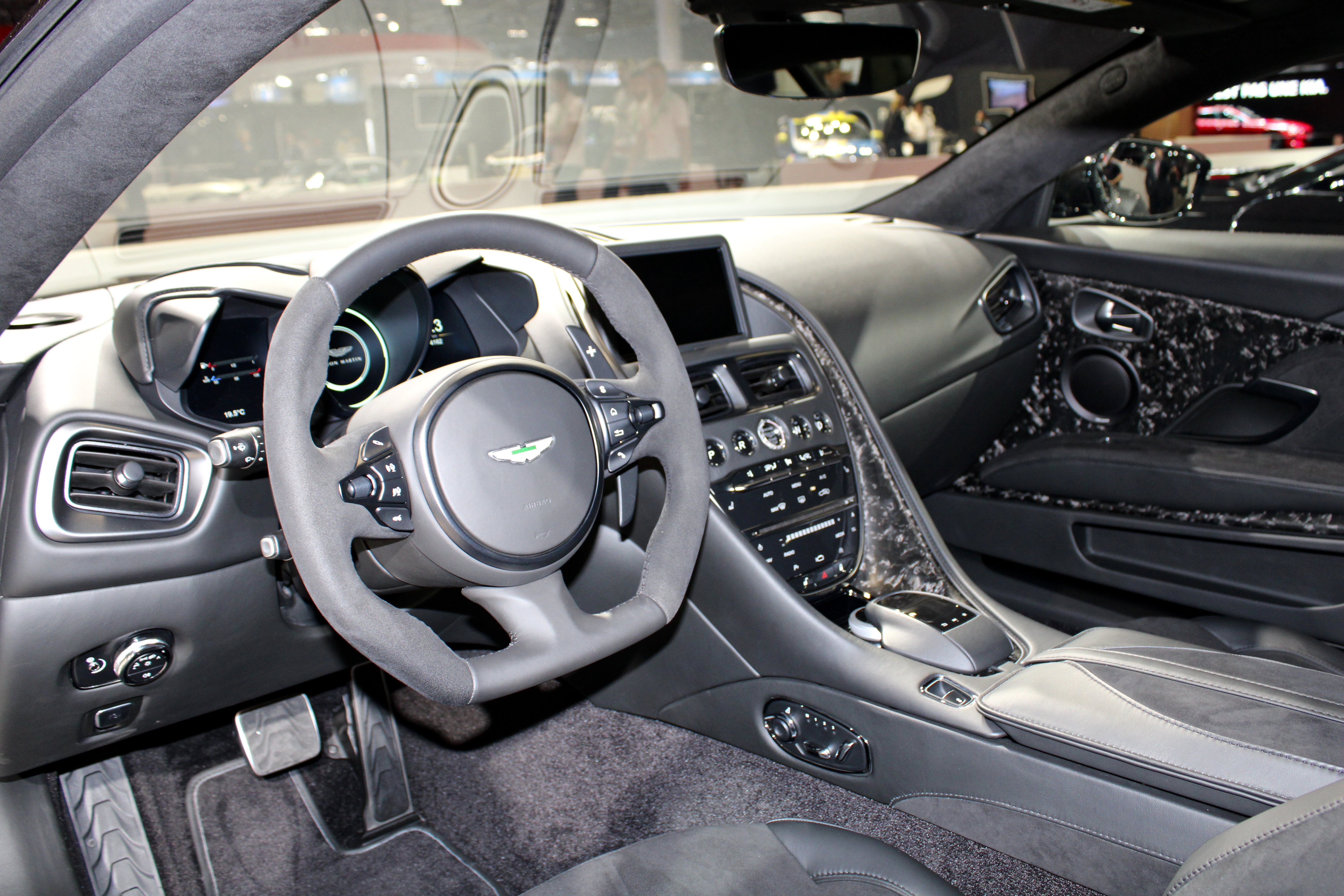
Vista del interior en el Salón del Automóvil de París de 2018.

Tiene una pareja de asientos Sports Plus diseñados para ofrecer un agarre perfecto de los pasajeros y una gran comodidad para disfrutar de largos viajes por carretera. Un volante deportivo con paletas de cambio integradas, fino cuero y piel que recubre los asientos, los paneles de las puertas, el apoyabrazos y el tablero, un panel de instrumentos integrado y un techo recubierto de alcantara, son algunos elementos destacados.
También ofrece un sistema de información y entretenimiento con una pantalla de estilo flotante que muestra todos los datos necesarios para el conductor, al mismo tiempo que ofrece soluciones de entretenimiento. En los respaldos de los asientos delanteros, se incluye el logotipo de Aston Martin bordado en hilo rojo a juego con el resto de costuras en configuración cupé 2+2.
El equipamiento de serie incluye: acceso sin llave, sensores de aparcamiento delantero y trasero, sistema de monitorización de presión de neumáticos, asientos calefactados con función memoria, asistente de aparcamiento, sistema de sonido prémium, pantalla LCD de 10 pulgadas (25,4 cm), sistema de navegación y cámara de visión 360 grados, entre otros.
Opcionalmente, también están disponibles algunos elementos destacados como: diferentes paquetes estéticos de fibra de carbono, varios diseños de rines de aluminio forjados, cuatro colores para las pinzas de freno (negro, rojo, gris o amarillo), interior de cuero, molduras y opciones de joyería para el habitáculo, sistema "tracking" Aston Martin, mando de apertura de garaje, sistema de sonido Bang & Olufsen y asientos ventilados.

## Rendimiento

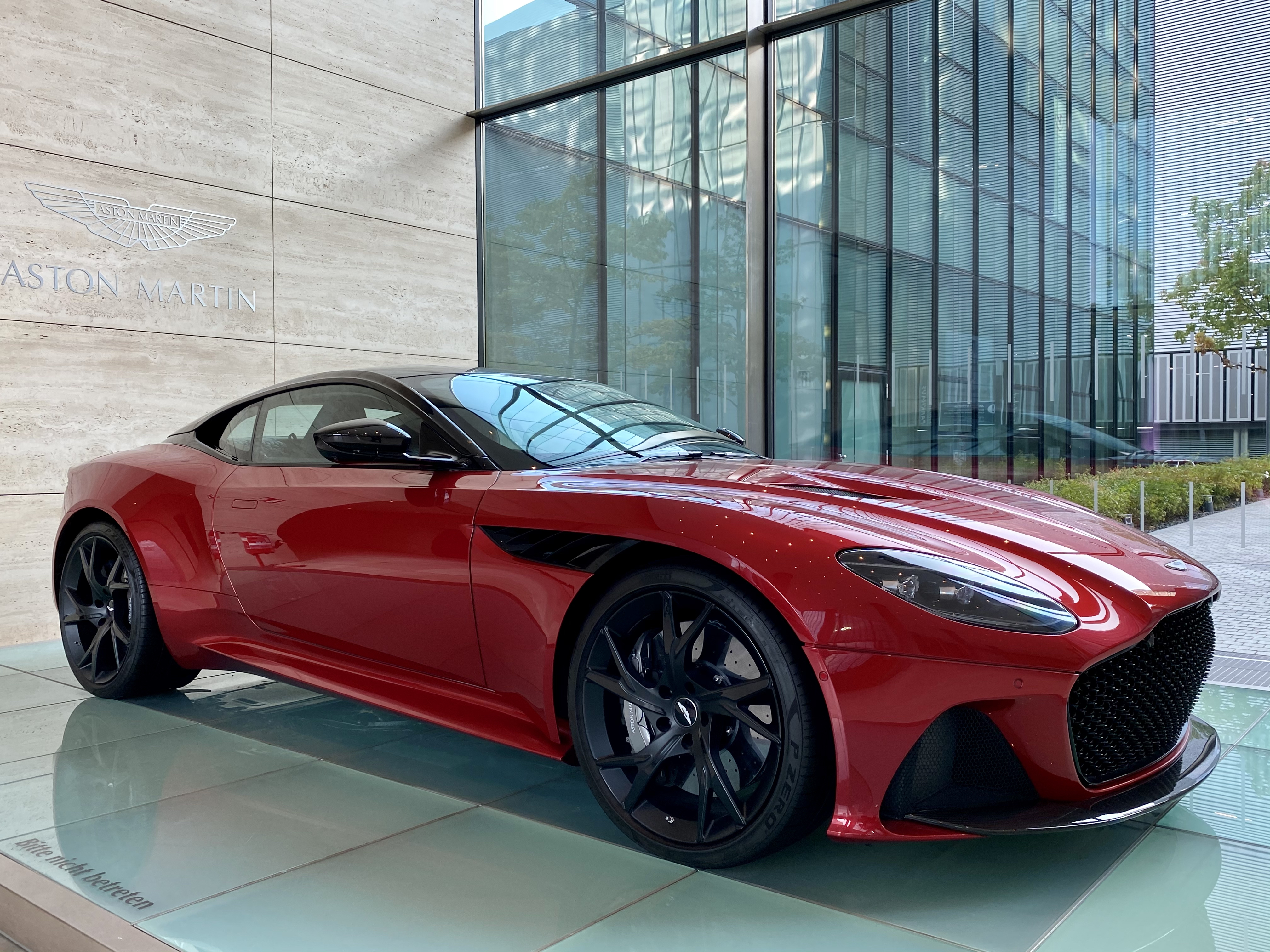
En exhibición en 2020

Tiene un motor V12 a 60° con código AE31 biturbo de 5204 cm³ (5,2 L; 317,6 plg³), capaz de generar 725 CV (715 HP; 533 kW) de potencia a las 6500 rpm y un par máximo de 900 N·m (664 lb·pie) entre las 1800 y 5000 rpm.
El motor está asociado a una transmisión automática ZF de ocho velocidades con tubo de par de aleación, eje de propulsión en fibra de carbono y una relación final de 2.93:1, que envía la potencia directamente al tren posterior, siendo capaz de alcanzar los 100 km/h (62 mph) desde parado en solamente 3,4 segundos; de 80 a 160 km/h (50 a 99 mph) le toma únicamente 4.2 segundos y de 0 a 160 km/h (99 mph) en 6.4 segundos, mientras que su velocidad máxima se ha fijado en 340 km/h (211 mph).
A nivel dinámico, se decanta por una suspensión independiente delantera y trasera multibrazo, con un sistema de amortiguación adaptativa más precisa y rebajada 5 mm, con sensores capaz de anticiparse a las condiciones de manejo, aunque los ajustes también puede realizarlos el conductor desde el habitáculo, gestionada a través de tres modos de conducción: GT, Sport y Sport Plus. También utiliza un diferencial mecánico de deslizamiento limitado y control vectorial de par, con el objetivo de mejorar su paso por curva y asegurar un buen nivel de tracción en distintas situaciones.
Su sistema de frenos es de tipo carbono-cerámicos de 410 mm (16,1 pulgadas) de diámetro en el tren delantero y de 360 mm (14,2 pulgadas) en el tren posterior.
| Materiales del motor   | Bloque y cabezas de aluminio |
| Distribución           | Doble (DOHC) árbol de levas en cabeza por cada bancada de cilindros y 4 válvulas por cilindro (48 en total), con VVT dual y sistema stop-start con desactivación de cilindros                                        |
| Diámetro x carrera     | 89 x 69,7 mm (3,50 x 2,74 pulgadas) |
| Relación de compresión | 9.3:1 |
| Sistema de escape      | De acero inoxidable con convertidor catalítico de tubos en cruz, controlado eléctricamente |
| Emisiones de CO2       | 285 g (10,1 onzas)/km |
| Asistencias            | ABS, control de tracción, control de estabilidad dinámico (DSC), reparto de frenada (EBD), freno de estacionamiento eléctrico, asistencia de frenado de emergencia (EBA), vectorización de par dinámico, entre otras |
| Carrocería             | Estructura de extrusión de aluminio con paneles de compuesto |

## Variantes

### DBS Superleggera Volante

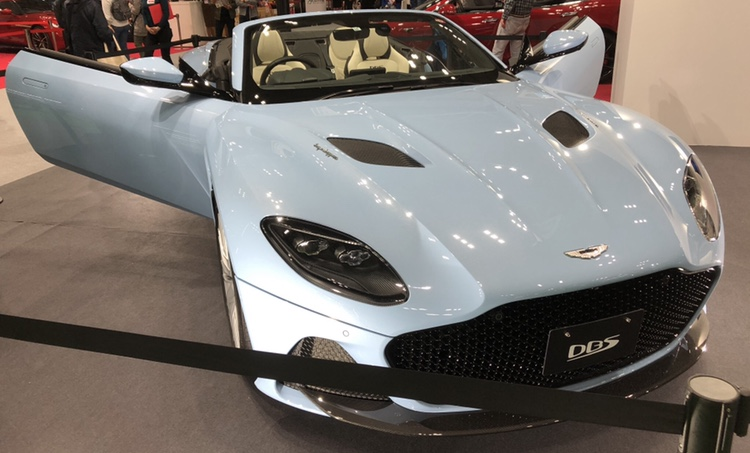
En exhibición en Japón con ambas puertas de cisne abiertas

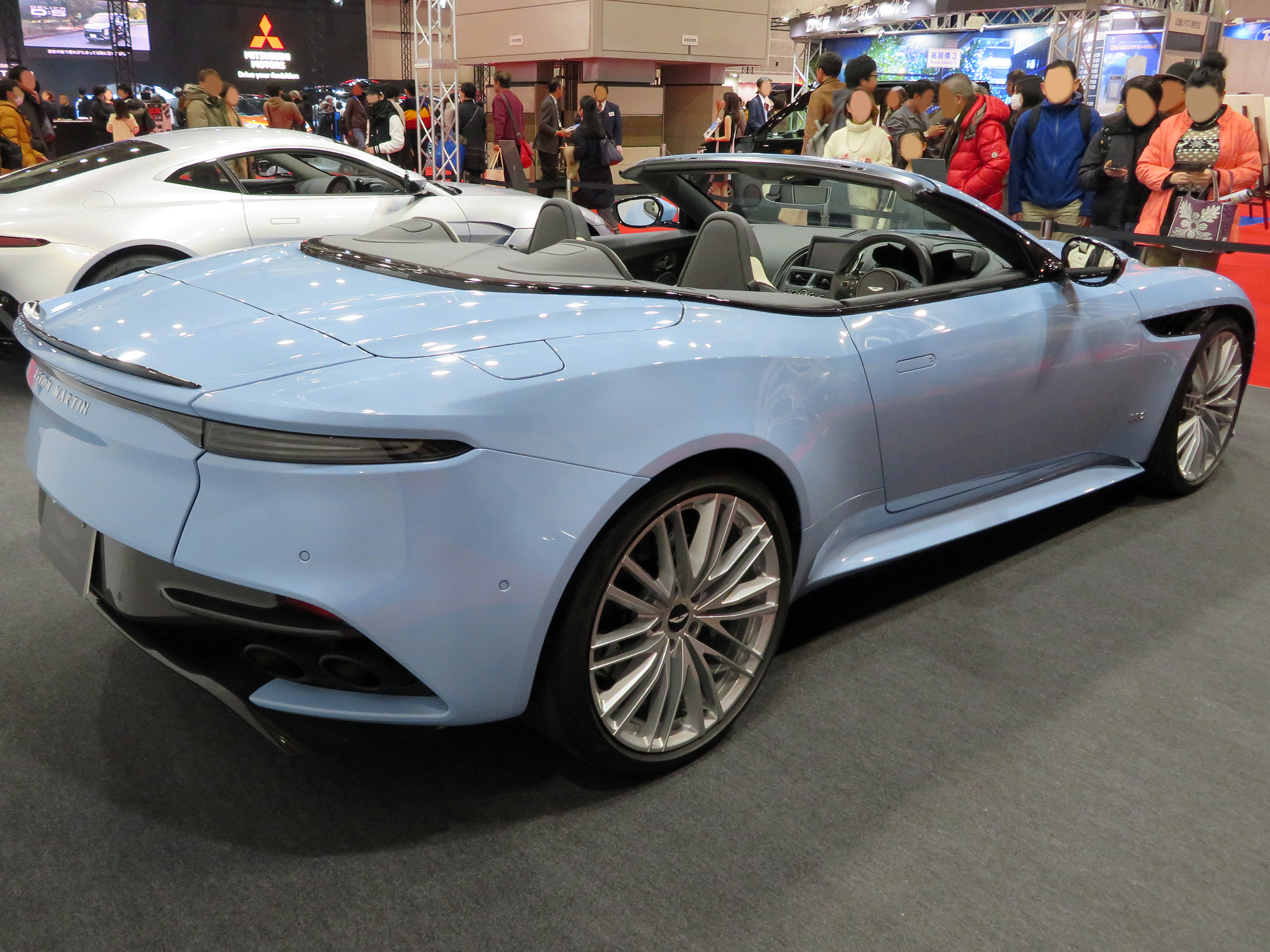
Vista trasera 3/4 en el Salón del automóvil de Osaka de 2019

Es la variante sin techo equipado con el mismo motor que la versión cupé. Su consumo es de 14 L/100 km (7,1 km/L; 16,8 mpgAm) en ciclo de homologación WLTP.
Tiene una avanzada aerodinámica que genera 177 kg (390 libras) de carga a su velocidad máxima (tres menos que el cupé) y unas prestaciones de 0 a 100 km/h (62 mph) en 3,6 segundos y 0 a 160 km/h (99 mph) en 6,7 segundos. Y esto en un modelo bastante grande, que mide 4,72 m (185,8 pulgadas) de largo y tiene un peso en vacío de 1863 kg (4107 libras).
La suspensión de este modelo es de dobles triángulos en el eje delantero y multibrazo en el trasero, con muelles convencionales, amortiguadores adaptativos (ADS o Adaptive Damping System) y barras estabilizadoras.
Como otros modelos, goza de un modo de conducción GT que apuesta por la comodidad, el silencio y la comodidad y modos Sport y Sport Plus para desatar todo el potencial y aumentar el sonido de su escape afinado específicamente.
El techo de lona está fabricado con ocho capas de material para mejorar el aislamiento acústico, si bien lo ideal es circular con el techo plegado y el sonido del motor inundando el habitáculo. Por supuesto, es de accionamiento eléctrico y tarda 14 segundos en abrirse y 16 segundos en cerrarse, pudiéndose activar desde el interior o desde la llave del vehículo.
La paleta de colores de carrocería para el Volante incluye ocho tonalidades, entre las que la marca destaca el rojo Burdeos, el azul Atlántico y el gris Titán. Otros detalles en fibra de carbono, destacan sobre todo el marco del parabrisas, que está fabricado en este ligero y resistente material por primera vez en un Aston Martin.
Por dentro incorpora desde tapicería integral de cuero o asientos de corte deportivo, hasta volante también en cuero, elementos en alcantara, logotipos DBS bordados, pantalla LCD de 8 pulgadas (20,3 cm) con navegador y cámara de marcha atrás, molduras en color negro brillante o en acabado cromo oscuro, climatizador automático, etc.

### DBS Superleggera OHMSS

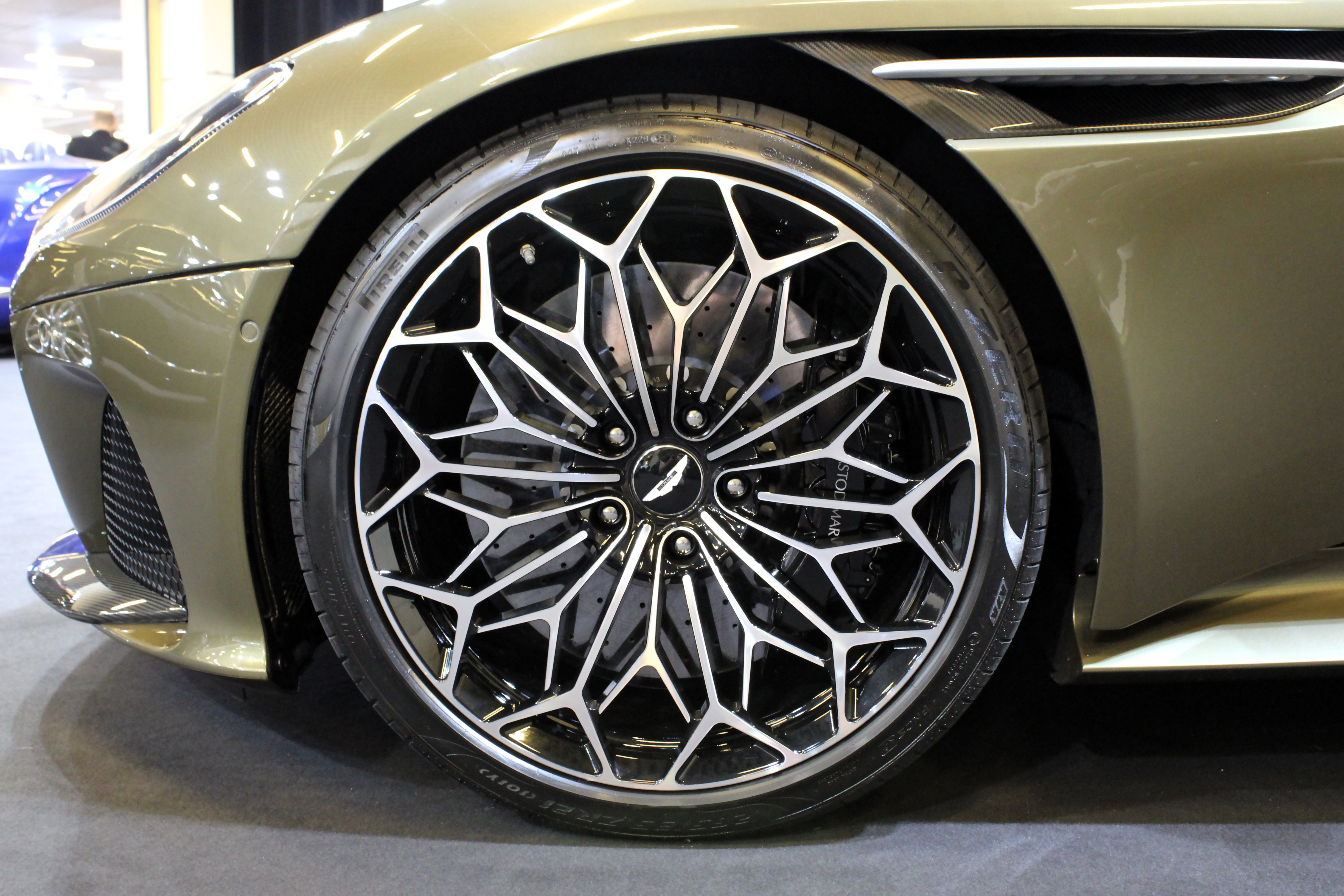
Detalle de la llanta en forma de diamante.

James Bond lleva usando los modelos de la firma británica muchos años y es por ello que, de vez en cuando, sale al mercado alguna versión especial y en esta ocasión, se ha dado para conmemorar los 50 años que se cumplen del estreno de la película "Al servicio de su majestad", en la que el actor australiano George Lazenby condujo un DBS Superleggera.
El Aston Martin DBS Superleggera On Her Majesty's Secret Service es la denominación que adapta esta versión especial, recreando ciertos detalles del vehículo que protagonizó esta película. Le han dotado de una serie de mejoras y cambios que lo acercan a su antepasado, aunque estos son limitados, ya que se trata de celebrar una onomástica especial y no un cambio de gama.
Exteriormente, el cambio más importante tiene que ver con su color y algunos detalles en la carrocería, luciendo el mismo tono Verde Oliva de su predecesor. La parrilla frontal cuenta con seis lamas horizontales cromadas, así como unas llantas de aleación de nuevo diseño. También hay nuevas piezas en fibra de carbono repartidas por varias zonas de la carrocería, además de unas placas situadas en los umbrales de las puertas. Aston Martin ha decidido fabricar solamente 50 ejemplares, siguiendo la cifra que celebra.
En cuanto al interior, los cambios también son sutiles, siendo los más destacables la gran profusión de cuero negro y alcantara gris, resaltando unas costuras y pespuntes en rojo intenso que recuerdan a los que lucía la guantera de su predecesor original. También se dispondría de un catálogo de personalización infinito, como un estuche de bebidas diseñado y fabricado a la medida del maletero que en su interior puede albergar dos botellas de champán y cuatro copas. El resto de opciones pasan por detalles como varios tipos de pieles y terminaciones para el interior o ajustes técnicos a medida.
Está propulsado por el mismo motor del cupé, con una equilibrada distribución de peso de 51%  en el eje anterior y 49% en el posterior.

"Crear una edición especial de James Bond es siempre un reto apasionante, pues trabajamos para crear un coche que encarna la leyenda del espía y del modelo original de la película. El DBS Superleggera es un coche que llama poderosamente la atención, pero el color Verde Oliva le da una sutileza muy interesante..."
declaró: Marek Reichman, vicepresidente y director creativo de Aston Martin.

### DBS Superleggera 007 Edition
Aunque la nueva película de James Bond "No Time to Die" no se había estrenado todavía en los cines del mundo, la firma de Gaydon estaba celebrando la ocasión con el lanzamiento de dos ediciones especiales: el Aston Martin Vantage y el DBS Superleggera 007 Edition, los cuales serían ediciones de producción limitada, personalizados por la división "Q".
Este modelo sería todavía más limitado, ya que solamente se fabricarían 25 unidades para todo el mundo con el mismo motor de la versión cupé.
En cuanto a los detalles específicos de esta edición, presenta una pintura exterior especial Ceramic Grey con el techo, las carcasas de los espejos, divisor, difusor y el Aeroblade II™ trasero fabricados con fibra de carbono pintada de color negro. También son exclusivos de este modelo lo rines con radios en "Y" de color negro brillante y los emblemas 007.
En el interior cuenta con cuero con puntadas contrastantes en rojo. En el umbral de ambas puertas tiene la placa que hace alusión al número de edición especial. Las primeras entregas tendrían lugar durante el primer trimestre de 2021.